# Галбур, Андрей Григорьевич
Андрей Григорьевич Галбур (рум. Andrei Galbur; род. 5 июля 1975, Кишинёв, Молдавская ССР, СССР) — молдавский политический и государственный деятель, дипломат. Главный государственный советник премьер-министра Республики Молдова по вопросам внешней политики с 23 января 2018 года.
Посол Республики Молдова в России, Казахстане и Таджикистане (2012—2015). Заместитель министра иностранных дел и европейской интеграции Республики Молдова (2015—2016). Министр иностранных дел и европейской интеграции Республики Молдова (2016—2017). Вице-премьер-министр Республики Молдова (2016—2017).

## Биография

### Образование
В 1997 году окончил факультет права Международного независимого университета Молдовы, изучал международное право и международные экономические отношения.
В 1998 году окончил Венскую дипломатическую академию.
Владеет русским, английским, а также немецким языками на среднем уровне.

### Трудовая деятельность
С 1995 года — атташе, с 1997 года — второй секретарь, с 1999 года — советник Генерального Директората по Европе и Северной Америке министерства иностранных дел и европейской интеграции Республики Молдова.
С 2000 по 2004 год — первый секретарь посольства Республики Молдова в Австрийской Республике, одновременно заместитель постоянного представителя при международных организациях в Вене.
С 2004 по 2005 год — руководитель Генерального Директората по вопросам международной безопасности.
С 2005 по 2007 год — заведующий отделом многостороннего сотрудничества.
31 января 2006 года присвоен дипломатический ранг «советник».
С 2007 года — министр-советник, заместитель посла, с декабрь 2009 по август 2010 года — поверенный в делах посольства Республики Молдова в США.
С сентября 2010 по январь 2013 года — начальник Главного управления многостороннего сотрудничества.
14 октября 2011 года присвоен дипломатический ранг «министр-посланник».
С 18 декабря 2012 по 6 апреля 2015 года — чрезвычайный и полномочный посол Республики Молдова в Российской Федерации и Казахстане и Таджикистане по совместительству (с 26 марта 2014 года).
С 11 марта 2015 по 27 января 2016 года — заместитель министра иностранных дел и европейской интеграции.
20 ноября 2015 года присвоен дипломатический ранг «посол».
С 20 января 2016 по 21 декабря 2017 года — вице-премьер-министр Республики Молдова, министр иностранных дел и европейской интеграции Республики Молдова в правительстве Павла Филипа.
С 23 января 2018 года — главный государственный советник премьер-министра Республики Молдова по вопросам внешней политики.

## Награды
- Почётная грамота Совета МПА СНГ (27 марта 2017 года, Межпарламентская ассамблея СНГ) — за активное участие в деятельности Межпарламентской Ассамблеи и её органов, вклад в укрепление дружбы между народами государств — участников Содружества Независимых Государств[17].